# Upton Park Football Club
El Upton Park Football Club fue un club de fútbol de Upton Park, Inglaterra. Fue fundado en 1866, durante la época del fútbol amateur. Fue uno de los 15 equipos que jugó en la primera edición de la FA Cup.

## Historia

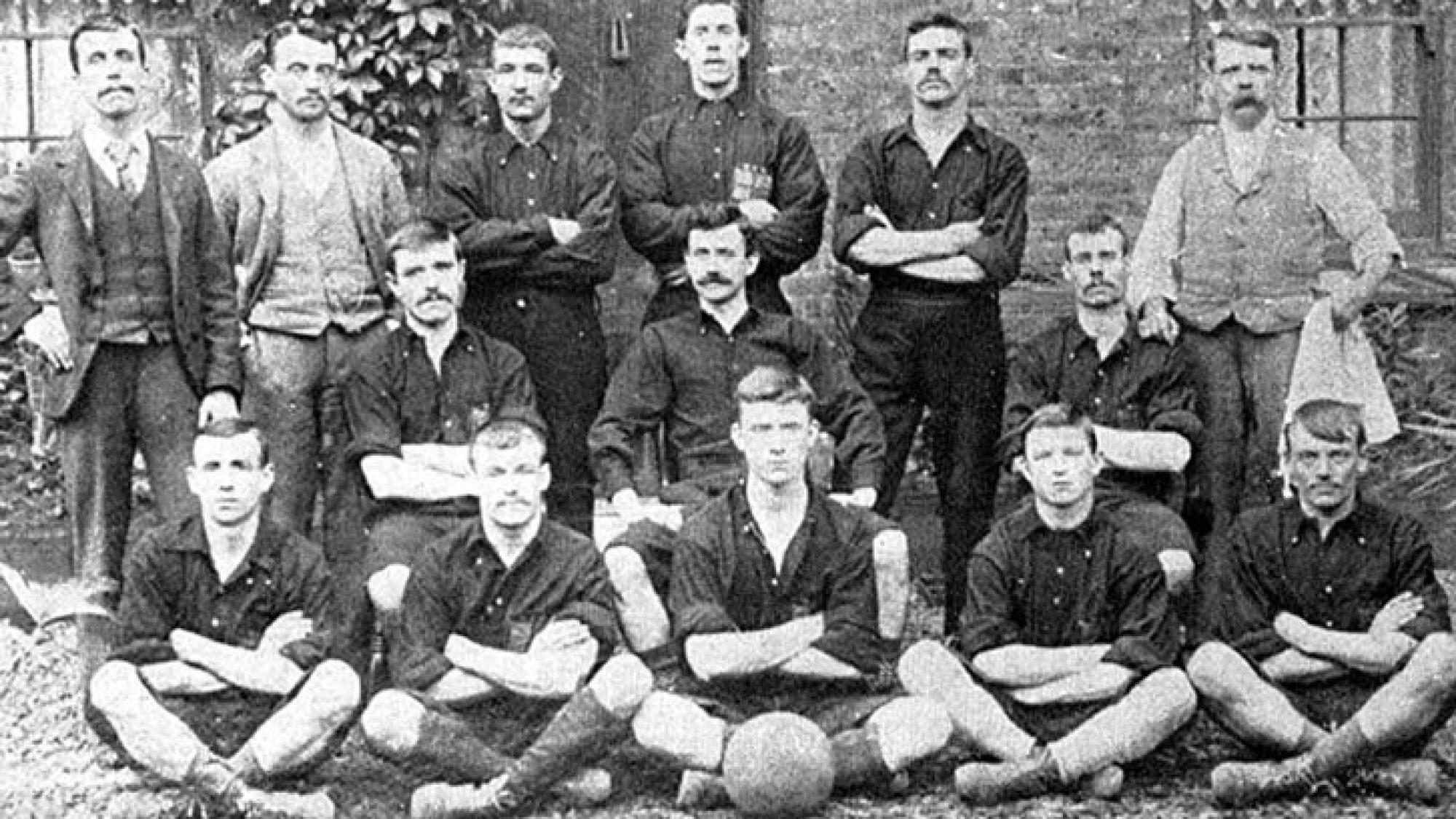
El equipo de Upton Park de 1900. Ese año ganó la medalla de oro representando al Reino Unido en los Juegos Olímpicos.

El equipo, fundado en 1866, fue uno de los 15 equipos que jugó en la primera edición de la FA Cup realizada entre 1871 y 1872. Su mayor logro en este torneo fue llegar hasta cuartos de final (en cuatro ocasiones).
A pesar de ser firmemente un club amateur, fueron ellos quienes provocaron la legalización del profesionalismo del fútbol después de haberse quejado sobre los pagos que el Preston North End hizo a sus jugadores después de que ambos equipos se enfrentaron en la FA Cup de 1884. Preston North End fue descalificado, pero este incidente hizo que la FA hiciera frente a la cuestión y el año siguiente permitieron los pagos a los jugadores.
El club fue disuelto en el año 1887, pero en 1891 fue resucitado. En 1892, junto con seis equipos más, fundaron la Southern Alliance, una liga de fútbol entre equipos del sur de Inglaterra que sólo duró una temporada, hasta que finalmente fue disuelta.
Upton Park fue enviado para representar al Reino Unido en el torneo de fútbol de los Juegos Olímpicos de 1900, el cual ellos ganaron, venciendo al Club Française por 4-0 con dos goles de J. Nicholas, uno de Arthur Turner y uno de James Zealley. Debido a que este era simplemente un torneo de exhibición, ninguna medalla fue otorgada.
A pesar de la similitud del nombre del equipo con el del estadio Upton Park, el estadio del West Ham United, el club no tenía ninguna conexión con estos.
Upton Park continuó jugando hasta 1911. El Trofeo Upton Park, un play-off anual entre los campeones de la liga de Guernsey y Jersey, fue nombrado así para conmemorar el décimo año de recorrido que hizo el club por las islas, en 1906.

## Palmarés
- London Senior Cup (2): 1883, 1884
- Juegos Olímpicos (1): 1900